# Predyktor Smitha
Predyktor Smitha – rodzaj regulatora predykcyjnego (wynaleziony przez Otto J. M. Smitha w 1957 roku). Stosowany często w układach regulacji z obiektem o znanym opóźnieniu.
 Układ regulacji z predyktorem Smitha zawiera w sobie w istocie dwie pętle sprzężenia zwrotnego. Zewnętrzna pętla działa jak w typowym układzie regulacji ze sprzężeniem zwrotnym bez regulatora Smitha. Z uwagi na obecność opóźnienia nie zapewnia ona jednak zadowalającego sterowania (daje sprzężenie zwrotne nieaktualnych już informacji). Mówiąc poglądowo, dla tych chwil, gdy bieżące informacje nie są dostępne, system sterowany jest przez pętlę wewnętrzną, która ujmuje w sobie predyktor (nieobserwowalnego) wyjścia sterowanego obiektu.